# Petar Baćović
Petar Baćović (szerb cirill írással:Петар Баћовић, Kalinovik, 1898 – Jasenovaci koncentrációs tábor, 1945, április) boszniai szerb csetnik parancsnok volt a második világháború alatt a megszállt Jugoszláviában. 1941 nyarától 1942 áprilisáig Milan Nedić Nemzeti Megmentés bábkormányának belügyminisztériumi kabinetvezetője volt a németek által megszállt Szerbia területén. 1942 májusában és júniusában Baćović részt vett a jugoszláv partizánok elleni közös olasz-csetnik offenzivában Montenegróban, majd 1942 júliusában a csetnik vezér, Draža Mihailović kinevezte a régióban, Kelet-Bosznia és Hercegovina bábállamán belül, valamint a Független Horvát Állam (horvátul: Nezavisna Država Hrvatska, NDH) területén tevékenykedő csetnik egységek parancsnokává. Ebben a tisztségében Baćović továbbra is együttműködött az olaszokkal a jugoszláv partizánok ellen, és csetnikjeit 1942 közepétől hivatalosan is olasz segédcsapatként ismerték el.
Más csetnikekkel együtt 1942 augusztusában és szeptemberében Baćović és csetnikjei boszniai muszlim és horvát civileket, valamint a partizán mozgalommal rokonszenvezőket, több mint 5000 embert mészároltak le. A következő hónapban, miközben részt vett a Prozor körüli közös olasz-német „Alfa” fedőnevű hadműveletben, Baćović és csetnikjei horvát és muszlim falvakat égettek fel, és további 500-2000 horvátot és muszlimot öltek meg. Az olaszok erre hevesen reagáltak, és azzal fenyegetőztek, hogy megvonják a csetnikek támogatását, ami után Baćović megpróbált elhatárolódni a gyilkosságoktól. Baćović csetnikjei további atrocitásokat követtek el a horvátok és a muszlimok ellen Mostarban és Konjicban 1943 januárjában, Vrlikában pedig 1943 januárjában. 1943 elején Baćovićot a gyengélkedő hercegovinai fő csetnik vezér Ilija Trifunović-Birčanin kinevezte vajdának. Baćović jelentős antiszemita propagandát folytatott a partizánok vezetése ellen.
1945 áprilisában a Független Horvát Állam Fegyveres Erőinek (HOS) egységei Pavle Đurišić, Zaharije Ostojić csetnik vezetőkkel, valamint Dragiša Vasić csetnik ideológussal együtt Banja Luka közelében tárgyalás ígéretével csapdába csalták. Egyes források szerint ezután Baćovićot és a többieket a jasenovaci koncentrációs tábor területére vitték, ahol megölték őket.

## Élete
Petar Baćović 1898-ban született Kalinovikban, az Ausztria-Magyarország által megszállt Bosznia egyik falujában. Apja, Maksim Baćović klánfőnök volt. A második világháború előtt Baćović a Jugoszláv Királyi Hadsereg tartalékos őrnagya volt. Jogot tanult, jogi munkát végzett, és közvetlenül a háború kitörése előtt közjegyzőként dolgozott. 1941 nyarától Baćović vezette a belügyminisztérium kabinetjét a Milan Nedić által vezetett Nemzeti Megmentés Kormányában a németek által megszállt Szerbia területén. Draža Mihailović csetnik vezér, akinek nem volt közvetlen ellenőrzése a felosztott és megszállt Jugoszlávia számos független csetnik egysége felett, néhány vezetőjükkel levélben és futáron keresztül levelezett. A Nedić és Mihailović közötti megállapodást követően 1942 áprilisában Baćović elhagyta Belgrádot, és Mihailović megbízottjaként csatlakozott a Kelet-Boszniában tevékenykedő csetnikekhez. Kelet-Bosznia ekkor a tengelyhatalmak bábállamához, a Független Horvát Államhoz tartozott. Baćovićot Mihailović állandó képviselőjeként Dobroslav Jevđevićhez és Ilija Trifunović-Birčaninhoz, a Hercegovinában működő csetnik bandák fővezéreihez küldték.

### Az 1942-es montenegrói hadjárat
1942. május közepétől június elejéig Baćović részt vett a partizánok elleni közös olasz-csetnik montenegrói offenzívában, amely kelet-hercegovinai területekre is kiterjedt. Baćović vezette a partizánok ellen harcoló csetnik erőket a Szandzsák régióban, amely Montenegró olasz kormányzósága és Szerbia németek által megszállt területe közötti határon terült el. Csapatai a Zdravko Kasalović és Vojislav Lukačević által vezetett szandzsáki csetnikek, valamint a Vučko Ignjatović és Miloš Glišić vezette pozsegai csetnik különítmény mellett harcoltak. A pozsegai csetnikeket a Nedić-kormány a németek jóváhagyásával segédcsapatként „legalizálta”. Ezek az erők az olasz 19. Venezia gyaloghadosztály és a Pusteria 5. alpesi hadosztály mellett is harcoltak. Egyike volt annak a három fő csetnik alakulatnak, amelyek részt vettek a közös offenzívában, a többieket Pavle Đurišić és Bajo Stanišić montenegrói szerbek vezették. A háromlépcsős támadással szemben a túlerőben lévő partizán erők Montenegróból és Kelet-Hercegovinából előbb Délkelet-Boszniába, majd a Partizánok Hosszú Menetelésével Nyugat-Boszniába vonultak. Május végén Baćović jelentést küldött Mihailovićnak Đurišić csapatairól és az olaszoktól kapott jelentős mennyiségű fegyverről és felszerelésről.
1942 nyarán, miután az NDH olasz megszállási övezetének jelentős részein rendet teremtettek, a csetnik különítményvezetők, köztük Petar Samardžić, Momčilo Đujić, Uroš Drenović, Jevđević, Trifunović-Birčanin egységeit az olaszok segédcsapatnak ismerték el. Azon a nyár elején az olasz második hadsereg parancsnoka, Mario Roatta tábornok beleegyezett abba, hogy fegyvereket, lőszert és utánpótlást szállítson a csetnikeknek. 1942. július 16-án Baćović, aki Jevđević egyik katonai szervezőjeként tevékenykedett, arról tájékoztatta Mihailovićot, hogy Hercegovinában a 7000 csetnik túlnyomó többsége kézifegyverrel jól fel van szerelve, és az olaszok „legalizálták” őket. Đujić csoportjával együtt a „legalizált” csetnikek száma az NDH olasz övezetében 10 000 vagy több volt.
1942 márciusától Mihailović kereste a lehetőségeket egy „nemzeti folyosó” létrehozására, amely összeköti az NDH olaszok által megszállt területein működő csetnik csoportokat Montenegrótól, Hercegovinától, Dalmáciáig, Likáig és Nyugat-Boszniáig. Júniusban Jevđević felajánlotta, hogy 2000 hercegovinai csetniket küld Dalmáciába, hogy elősegítse Mihailović „nemzeti folyosó” létrehozására irányuló célját, ahol majd Trifunović-Birčanin irányítása alá helyezik őket. A csetnik erők Dalmáciába történő küldése lehetőséget teremtett arra is, hogy Nyugat-Boszniában a partizánok akkori legnagyobb koncentrációjára csapjanak le.

### A zimonjić kulai konferencia
1942. július 22-én és 23-án Mihailović megbeszélés tartott a kelet-hercegovinai Avtovac melletti Zimonjić Kulában, amelyen részt vett Trifunović-Birčanin, Đurišić, Jevđević, Zaharije Ostojišeć, Milan Ivanišević, Radovan és a hercegovinai csetnik parancsnokok egy csoportja is. A találkozó célja a hercegovinai és montenegrói csetnik vezetők közötti együttműködés kialakítása volt. Baćovićot Boško Todorović helyére, akit a partizánok 1942. február végén elfogtak és kivégeztek kinevezték Kelet-Bosznia-Hercegovina csetnik parancsnokának. Dalmácia, Lika és Nyugat-Bosznia csetnik parancsnokává Trifunović-Birčanint nevezték ki. Fikreta Jelić-Butić történész úgy véli, hogy a megbeszélésen, mint lehetséges válasz az Olaszország és az NDH között júniusban kötött zágrábi megállapodásra a partizánellenes offenzíva gondolata is szóba került. A zágrábi megállapodás előrevetítette az olasz megszálló erők jelentős kivonását az NDH nagy területeiről, beleértve Bosznia olasz-német demarkációs vonaltól délre eső területeit, valamint a Kordunt, Likát és Dalmáciát, és a csetnik vezetők úgy vélték, hogy ez csökkentené azt a területet, ahol olasz beleegyezéssel működhetnének. A konferencia második napján Jevđević és Trifunović-Birčanin a közeli Trebinjébe utazott, ahol két másik csetnik parancsnokkal, Radmilo Grđićtyel és Milan Šantićtyal tanácskoztak, akik megállapodtak a célokról és a megvalósításuk stratégiájáról. Ennek fő pontjai Nagy-Szerbia létrehozása; a partizánok megsemmisítése; a katolikusok (horvátok) és a muszlimok eltávolítása; az NDH el nem ismerése; nincs együttműködés a németekkel; és ideiglenes együttműködés az olaszokkal fegyverek, lőszerek és élelmiszerek terén voltak.
A csetnikek Trebinjében a tömeghez fordultak, és bejelentették, hogy minden kelet-hercegovinai faluban vannak sejtjeik, és hogy létrehozzák a Nagy-Szerbiát. Alig öt nappal Baćović kinevezése után Stevan Botić, a boszniai csetnik különítmények hegyi vezérkarának parancsnoka követelte Baćović leváltását. Botić azután nevezte ki magát a „hegyi vezérkar” parancsnokának, hogy az előző parancsnokot, Jezdimir Dangićot 1942 áprilisában Bajina Baštában letartóztatták. Botić és szövetségesei ellenezték Mihailović irányítását, mert inkább politikai, semmint katonai szervezetet pártoltak. Folytatni akarták a szövetséget a Nedić-rezsimmel, amelyet Dangić kovácsolt össze, és ellenezték a boszniai csetnikek nem boszniaiak általi ellenőrzését. Botić emellett független akart maradni Mihailovićtól, hogy szabadon gyilkolhasson muzulmánokat és boszniai horvátokat anélkül, hogy tevékenységével károsítaná Mihailović tekintélyét a szerbek között. Nem sokkal a konferencia után Baćović és Trifunović-Birčanin is tárgyalt a partizánok elleni offenzíváról Nyugat-Boszniában az olasz VI. és a XVIII. hadtest főhadiszállásával.
Augusztusra Baćović már a Botić-féle hegyi vezérkar „felszámolását” szorgalmazta, mert széthúzást keltettek, és a Bosznia-Hercegovinában működő csetnik mozgalmat a szerb parasztokat a muzulmán gazdák ellen a két háború közötti időszakban védő Bosznia-Hercegovinai Agrárpárt mintájára próbálta politikai útra terelni. 1942. augusztus 6-án, a külső ellenségek felszámolására és saját soraik megtisztítására tett folyamatos csetnik erőfeszítések során Baćović megparancsolta az összes hadtest és dandár beosztott parancsnokainak, hogy nyújtsanak be listát a széthúzást keltő személyekről, és tegyenek javaslatokat a velük való bánásmódra. A dandárparancsnokoknak három bérgyilkost kellett küldeniük, hogy a név kézhezvételétől számított 24 órán belül öljenek meg minden olyan személyt, akit "Z" betűvel jelöltek meg (a szerb-horvát „zaklati”, azaz „lemészárolni” szó kezdőbetűje). Baćović azt is megparancsolta, hogy „az ölést kizárólag vágókés használatával kell végrehajtani”.

### Foča elfoglalása, a muszlimok és horvátok lemészárlása
Augusztus 19-én az Ostojić által irányított csetnikek, akik főként Đurišić Lim-Sandžak csetnik különítményéből származtak Mihailović parancsára megtámadták és elfoglalták a kelet-boszniai Foča városát, amelyet még júniusban elhagytak a partizánok, majd elfoglaltak az NDH erők. Kétórás csata után a csetnik egységek behatoltak Fočába, és nemre és korra való tekintet nélkül megkezdték a város muszlim lakosságának mészárlását. Az első csetnik jelentések szerint összesen 1000 embert öltek meg, köztük a horvát hadsereg és az usztasa milícia mintegy 450 tagját, valamint körülbelül 300 nőt és gyermeket. A későbbi csetnik jelentések szerint az elfoglalás után mintegy 2000 – 3000 személyt öltek meg Fočában. Néhány nappal azután, hogy elfoglalták Fočát, Baćović és Jevđević arról számolt be Mihailovićnak, hogy a mészárlás minden nyomát eltüntették, és hivatalosan bejelentették, hogy a fosztogatásért és a gyilkolásért felelősöket lelőtték. Nyolc nappal Foča elfoglalása után Baćović azt írta: „ebből az alkalomból 1200 egyenruhás usztasa és körülbelül 1000 kompromittált muszlim vesztette életét, míg közülünk csak négyen haltak meg és öten sebesültek meg”.

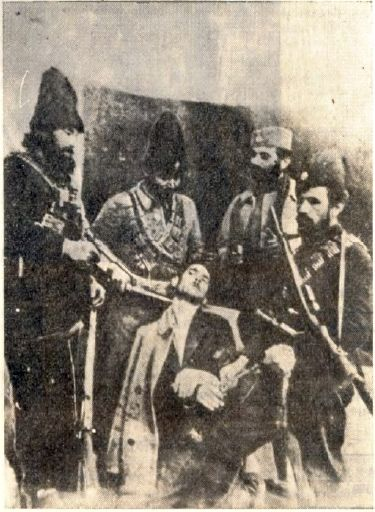
Csetnikek egy civil foglyot vallatnak

A kelet-boszniai Ustikolina és Jahorina melletti mezőn Baćović és Ostojić csetnikjei mintegy 2500 muszlimot mészároltak le, és számos falut gyújtottak fel. Baćović ezen kívül számos partizánszimpatizánst is megölt. 1942 szeptemberében Baćović Hercegovinában végigjárta a csetnik egységeket, és beszámolt arról, hogy a lakosság morálja kiváló, és hogy az usztasák és a partizánok akciói a csetnikekhez vonzották a lakosságot. Ugyanebben a hónapban csetnikjei a makarskai mészárlás során 900 horvátot öltek meg. Baćović jelentései világossá tették, hogy csapatai tervezett hadműveleteket hajtottak végre Hercegovina muszlim és katolikus lakosságának megölésére vagy kiűzésére. Az egyik jelentés szerint a nyugat-hercegovinai Ljubuški és a dalmát hátországbeli Imotski városok elleni megtorló támadások során csetnikjei elevenen megnyúztak három katolikus papot, megöltek minden tizenöt évnél idősebb férfit, és leromboltak 17 falut.

### Az Alfa hadművelet és az azt követő mészárlások
1942 augusztusának vége felé Mihailović utasításokat adott ki a csetnik egységeknek, hogy az olaszok és az NDH csapataival szövetségben készüljenek fel egy nagyszabású partizánellenes hadműveletre. 1942 szeptemberében a csetnikek tudatában voltak annak, hogy egyedül képtelenek legyőzni a partizánokat, és megpróbálták rávenni az olaszokat, hogy indítsanak nagy hadműveletet a partizánok ellen Nyugat-Boszniában. Trifunović-Birčanin szeptember 10-én és 21-én találkozott Roatta olasz tábornokkal, és sürgette, hogy a lehető leghamarabb hajtsa végre a hadműveletet a partizánok Prozor-Livno területéről történő kiverésére, ehhez 7500 csetniket ajánlott fel segítségül azzal a feltétellel, hogy megkapják a szükséges fegyvereket és felszereléseket. Meg is kapta a fegyvert és az ígéretet. A tervezett hadműveletet azonban, amely Ante Pavelić usztasa vezető és az óvatos olasz főparancsnokság ellenzésével találkozott, majdnem törölték, de miután Jevđević és Trifunović-Birčanin megígérte, hogy együttműködnek a horvát és muzulmán partizánellenes egységekkel, a csetnikek kisebb arányú részvételével megvalósult.

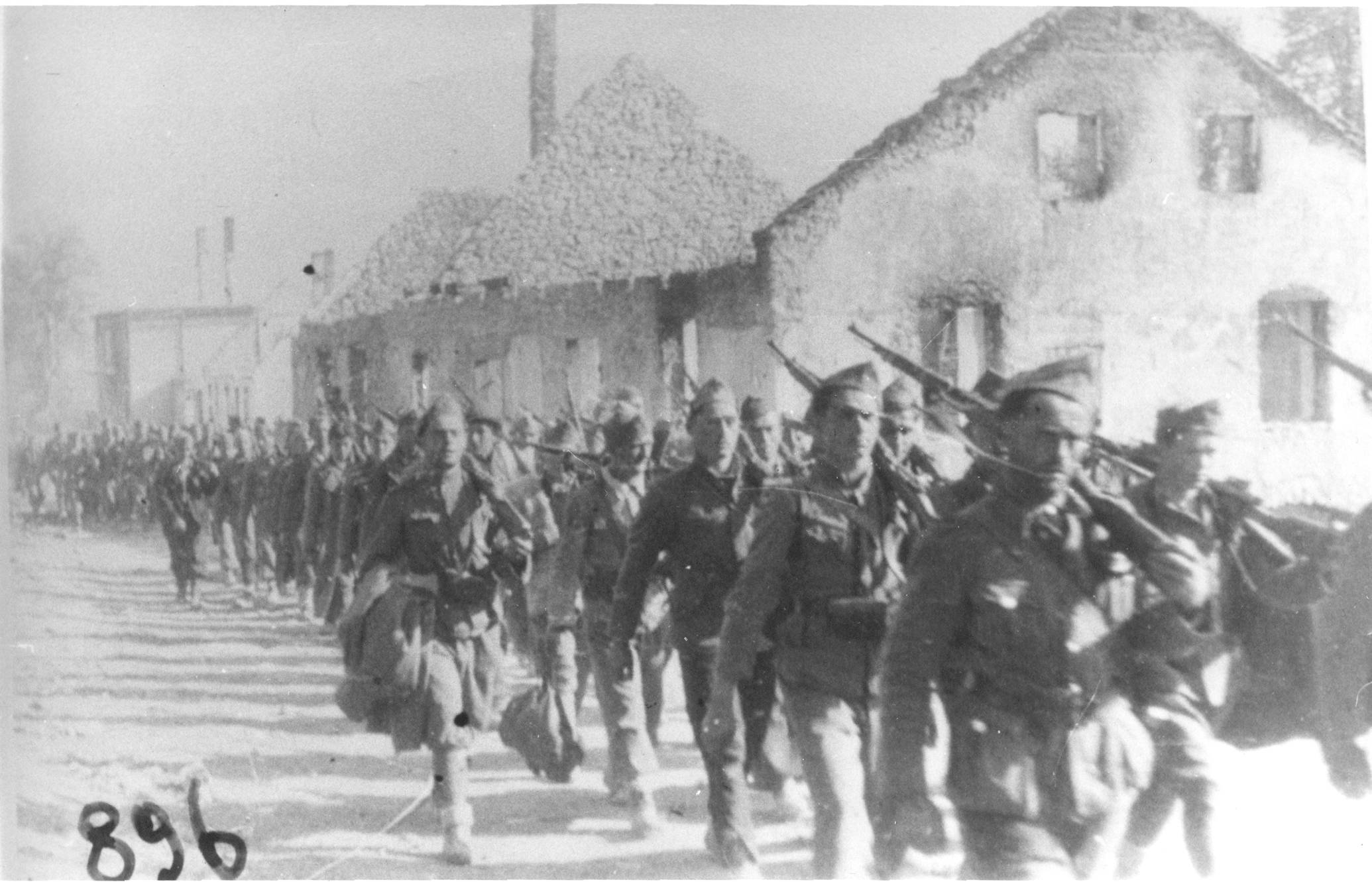
Partizánok vonulnak be a felgyújtott Drežnicába

Az olaszok által vezetett Alfa hadműveletben, amely kétirányú csapást jelentett Prozor irányába Baćović és Jevđević 3000 hercegovinai csetnikjével vett részt. A csetnikek az olasz 18. Messina gyaloghadosztály mellett harcoltak, miközben a Neretva folyó vonalától nyomultak előre, míg a német 714. és 718. gyaloghadosztályok, valamint az NDH erői északról hajtottak végre támadást. Az offenzíva előtt Baćović nyíltan bejelentette terveit egész muszlim falvak elpusztítására. Prozort és néhány kisebb várost az egyesített olasz-csetnik haderők elfoglaltak. A Baćović és Jevđević parancsnoksága alatt álló csetnikek lelkesen vettek részt a hadműveletben, horvát és muszlim falvakat égettek fel és civileket gyilkoltak meg. Október 14. és 15. között a hercegovinai csetnikek több mint 500 muzulmánt és horvátot mészároltak le, és több falut is leromboltak, azt állítva, hogy „menedéket nyújtottak és segítették a partizánokat”. Október 23-án Baćović arról számolt be Mihailovićnak, hogy „a prozori hadművelet során több mint 2000 horvátot és muszlimot mészároltunk le. Katonáink lelkesen tértek vissza”. Jozo Tomasevich történész szerint a hiányos adatok azt mutatják, hogy 543 civilt mészároltak le. Legalább 656 áldozatot soroltak fel név szerint, míg egy másik forrás szerint körülbelül 848 embert főként gyerekeket, nőket és időseket öltek meg. Ivo Goldstein történész szintén 1500 áldozatot említ, és az eltérést „annak tulajdonítja, hogy a becslések különböző területekre vonatkoznak”.

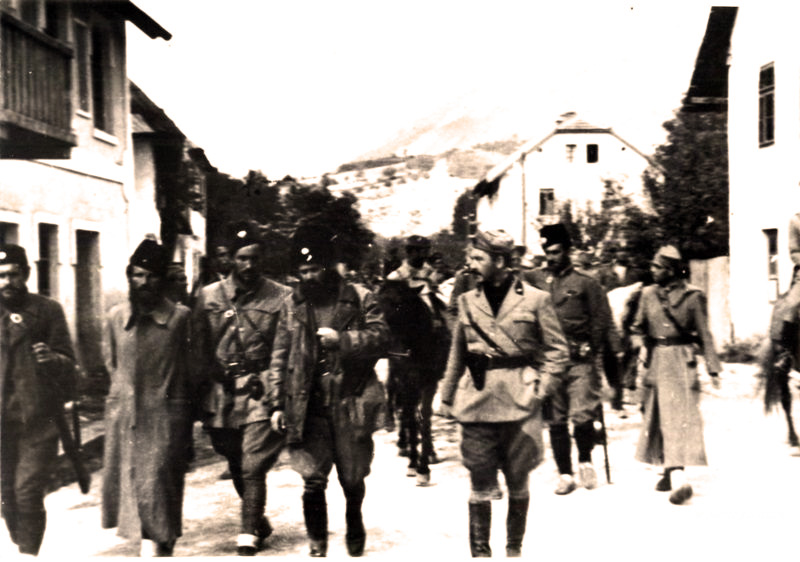
Olaszok és csetnikek Prozorban 1942-ben az Alfa hadműveletben

Roatta kifogásolta a nem harcoló civilek „tömeges lemészárlását”, és azzal fenyegetőzött, hogy leállítja az olasz segélynyújtást a csetnikeknek, ha a mészárlások nem szűnnek meg. Azt kérte, értesítsék Trifunovićot arról, hogy ha nem szüntetik meg azonnal a horvát és muszlim lakosság elleni csetnik erőszakot, akkor abbahagyják azoknak az alakulatoknak az élelem- és napibér ellátását, amelyek tagjai az erőszak elkövetői. Arra az esetre, ha ez a bűnös tevékenység tovább folytatódik, súlyosabb intézkedések megtételével fenyegetőzött. A mészárlás feldühítette az NDH kormányát, és az olaszoknak parancsot kellett adniuk a csetnikeknek, hogy vonuljanak ki Prozorból. Egyeseket teljesen elbocsátottak, míg másokat később Észak-Dalmáciába küldtek, hogy segítsék Đujić csapatait. Később ugyanabban a hónapban következett a Béta hadművelet, amelyben az olaszok és az NDH csapatai elfoglalták Livnót és a környező helységeket. Egy hónappal a mészárlás után Jevđević és Baćović önkritikus jelentést írt a Prozorról Mihailovićnak, abban a reményben, hogy elhatárolódhatnak csapataik akcióitól. 1942. szeptember végén vagy október elején Baćović és Jevđević megbeszélést folytatott Ismet Popovac muszlim vezetővel, és megállapodtak abban, hogy muszlimokat toboroznak a csetnikek soraiba. Popovac muszlim csetnik milíciája 1943 elején a tengelyhatalmak által vezetett Neretvai offenzíva során már a partizánok ellen harcolt. 1943 decemberére a becslések szerint Mihailović csetnikeiből már 4000 fő (vagyis nyolc százaléka) volt muszlim.
1942 októberében Baćović felhívást intézett a szerb partizánokhoz, amelyben a partizánmozgalom létrejöttéért a zsidókat és „a föld söpredékét” tette felelőssé. A partizánokat okolta a hagyományos szerb társadalom, a vallás és az erkölcs lerombolásáért, azt állítva, hogy megrontják a nőket és a fiatalokat, és elősegítik a vérfertőzést és az erkölcstelenséget. Továbbá arra kérte a szerb partizánokat, hogy fogadják el, hogy „zsidók, muszlimok, horvátok, magyarok, bolgárok” vezetik őket. Ugyanebben a hónapban társai újabb felhívást tettek közzé, amelyben azt állították, hogy a szerb csetnikek ellenőrzése alatt áll Szerbia, Montenegró, Szandzsák, Hercegovina és Bosznia nagy része, és Boszniában csak néhány helyen találhatók szerb partizánok. Arra buzdította a szerb partizánokat, hogy csatlakozzanak a csetnikekhez, hogy ismét „jó szerbekké” válhassanak és hozzájárulhassanak egy „szabad nagyszerb állam” létrehozásához. Baćović bandái novemberben újabb atrocitásokat követtek el a horvátok és a muszlimok ellen Mostarban és Konjicban.

### Hadműveletek Észak-Dalmáciában és Likában
1942 novemberében és decemberében az olaszok Baćović mintegy 4000, Hercegovinában állomásozó csetnikjének segítettek áttelepülni Észak-Dalmáciába és Likába, további 4000-et pedig később terveztek áthelyezni. Decemberben a németek aggódva a szövetséges erők balkáni partraszállásának lehetősége miatt, „Fall Weiß” kódnéven partizánellenes offenzívát terveztek Bosznia-Hercegovinában. A tervezett offenzíva méretéhez mind a horvát honvédség, mind az olaszok bevonására szükség volt. A tervezés késői szakaszában az olaszok elkezdték felkészíteni és felszerelni a csetnik különítményeket, köztük Baćovićét is, hogy részt vegyenek a hadműveletben. Január 8-án Baćovićnak a beteg Trifunović-Birčanin alkotta „kalinoviki vojvoda” címet adományozták.
1943. január végén Baćović észak-dalmáciai csapatai horvát civileket mészároltak le a Split közelében fekvő Vrlika városában. Trifunović-Birčanin 1943. februári halálát követően Baćović, Jevđević, Đujić és Baćović vezérkari főnöke, Radovan Ivanišević megfogadta, hogy folytatja az olaszokkal a partizánok ellen folytatott szoros együttműködését. 1943. február 10-én kiadták a Baćović, Đujić, Ivanišević és Ilija Mihić által aláírt kiáltványt, mely kinyilvánította Bosznia, Lika és Dalmácia lakosságának, hogy a csetnikek megtisztították Szerbiát, Montenegrót és Hercegovinát a partizánoktól, és ugyanezt fogják tenni területükön is. A nyilatkozat a partizánokat „Tito, Moše Pijade, Levi Vajnert és más fizetett zsidók bűnözőinek” minősítette. A nyilatkozat arra is felszólította a partizánokat, hogy öljék meg politikai komisszárjaikat és csatlakozzanak a csetnikekhez, és azt állították, hogy bajtársaik százai adják meg magukat a csetnikeknek minden nap, mert rájöttek, hogy „a kommunista zsidók elárulták és becsapták őket”.
1943. február 28-án az Olasz Antikommunista Önkéntes Milícia (MVAC) XVII. hadtestének részeként Észak-Dalmáciában működő 8137 csetnik közül 2807 Baćović parancsnoksága alatt állt. 1943 júliusában a montenegrói partizánvezér, Milovan Đilas Baćovićtyal és Ostojićtyal is felvette a kapcsolatot, hogy erősítsék meg szándékaikat a németek és az olaszok elleni közös harcra, tekintettel arra, hogy Londonban egy Mihailović nélküli új jugoszláv emigráns kormányt akarnak felállítani. Baćović és Ostojić jelentették ezt a kapcsolatfelvételt Mihailovićnak, aki megfenyegette őket, hogy kizárják őket csetnik szervezetből, ha kapcsolatot tartanak fenn a partizánokkal.

### Kairó, London és visszatérés Jugoszláviába
1944. február közepén Baćović és Lukačević elkísérték a brit Különleges Műveletek Parancsnokságát (SOE) képviselő Bill Bailey ezredest a Dubrovniktól délre fekvő partra, és a Királyi Haditengerészet ágyúnaszádjával távoztak Cavtatból. Ezután Kairón keresztül Londonba utaztak, ahol Lukačević képviselte Mihailovićot Péter király esküvőjén 1944. március 20-án. Miután a brit kormány úgy döntött, hogy megvonja a támogatást Mihailovićtól, Baćović és Lukačević nem térhetett vissza Jugoszláviába mindaddig, amíg a Mihailovićhoz küldött, Charles Armstrong dandártábornok által vezetett brit misszió biztonságosan nem távozott a megszállt területekről.
A visszatérés során az olaszországi Bariban a britek őrizetbe vették, a helyi hatóságok pedig alaposan átkutatták, és a kairói jugoszláv konzulátuson elkövetett rablással gyanúsították őket. A legtöbb pénzt, ékszert és cenzúrázatlan leveleket lefoglalták. Május 30-án repültek el Bariból, és nem sokkal ezután a Čačaktól északnyugatra fekvő Pranjani repülőtéren landoltak. Mivel a pranjani leszállás egybeesett Armstrong távozásával, Baćović és Lukačević azt követelték, hogy Armstrongot tartsák túszként mindaddig, amíg lefoglalt holmijukat vissza nem tudják szállítani Bariból. A repülőtér csetnik személyze azonban megtagadta, hogy Armstrongot tovább ott-tartsák, és végül incidens nélkül távozhatott.
Még abban a hónapban Baćović segített megszervezni a csetnik „Nemzeti Ellenállás Független Csoportját”, és kapcsolatba akart lépni a brit erőkkel, akiktől azt várták, hogy az Adriai-tenger déli partvidékén partra szálljanak. 1944. szeptember 11-én Baćović és Ostojić figyelmeztette a csetnik főhadiszállást, hogy muszlimok és horvátok nagy számban csatlakoznak a partizánokhoz, és hogy a bosznia-hercegovinai csetnikek számára nincs elegendő élelem és lőszer. Azt javasolták, hogy Mihailović kérje Jugoszlávia szövetséges megszállását, különben a háború politikai és katonai elvesztését kockáztatja. A helyzetet úgy értékelték, hogy a lakosság megérezte, hogy a három nagy szövetséges hatalom immár a partizánokat támogatja, és a csetnikeket elhagyják. Baćović mindig is sürgette Mihailovićot, hogy tanúsítson önmérsékletet a németekkel és az olaszokkal való kapcsolataiban, és gyakran figyelmeztette Mihailovićot, hogy soha nem szabad látni, hogy nyíltan együttműködik a megszállókkal. 1944. október 20-án miután a csetnikek elveszítették Szerbiát, mozgalmuk központját, a partizánok és a szovjet Vörös Hadsereg csapatai elfoglalták Belgrádot a németektől. A csetnik mozgalom 1945 eleji összeomlása után Baćović már nem volt hűséges Mihailovićhoz.

### Visszavonulás és halála
Baćović ezután a csetnik ideológussal, Dragiša Vasićcsal, az Ostojić által irányított különítmények tagjaival és nagyszámú, összesen körülbelül 10 000 főnyi menekülttel csatlakozott Đurišićnak az ún. „Ljubljanai kapu” felé vezető úton visszavonuló erőihez. Ez az erő, amely az 1., 5., 8. és 9. (hercegovinai) hadosztályból állt a csetnik 8. montenegrói hadsereggé alakult. Korábban Đurišić és Mihailović a legjobb lépésről vitatkozott. Đurišić Albánián keresztül szeretett volna visszavonulni Görögországba, de Mihailović azt mondta neki, hogy készüljön fel a szövetséges partraszállásra, a király visszatérésére és a nemzeti kormány felállítására. Attól kezdve, hogy Đurišić Északkelet-Boszniában csatlakozott Mihailovićhoz, nagyon kritikus volt Mihailović vezetésével szemben, és határozottan érvelt amellett, hogy a megmaradt csetnik csapatok a Ljubljanai kapu irányába menjenek. Amikor látta, hogy Mihailovićot nem lehet meggyőzni, Đurišić úgy döntött, hogy tőle függetlenül vonul oda, és megszervezte, hogy Dimitrije Ljotić Szerb Önkéntes Hadteste már a nyugat-boszniai Bihács mellett, annak érdekében, hogy segítse mozgását találkozzon vele.
Đurišić annak érdekében, hogy csoportját Bihácsra juttathassa, biztonsági megállapodást kötött az NDH fegyveres erőivel és a velük együttműködő montenegrói szeparatistával, Sekula Drljevićcsel. A megállapodás részletei nem ismertek, de úgy tűnik, hogy csapataival a Száva folyón kellett átkelniük Szlavóniába, ahol Đurišić hadműveleti parancsnoksága mellett Drljevićhez, mint „montenegrói nemzeti hadsereghez” csatlakoztak. Đurišić nyilvánvalóan megpróbált túljárni az eszükön, és ép csapatait a folyótól délre tartva csak betegeit és sebesültjeit küldte át a folyón. Parancsnokságát nyugat felé kezdte mozgatni, és az NDH csapataitól és a partizánoktól is zaklatva elérte a Vrbas folyót. A Banja Lukától északra fekvő Lijevče-mezei csatában azonban az egyesített csetnik haderőt legyőzte az erősebb NDH hadsereg, amely németek által szállított harckocsikkal is fel volt fegyverkezve.
Ezt a vereséget és az egyik alegységének Drljevićhez való átállását követően Đurišićot arra késztették, hogy közvetlenül tárgyaljon az NDH erők vezetőivel alakulata további biztonságos mozgásáról. Úgy tűnik azonban, hogy ez csapda volt, mivel a találkozóra menet megtámadták és elfogták. Tomasevich szerint nem világos, hogy pontosan mi történt elfogása után, de Baćovićot, Đurišićot, Vasićot és Ostojićot, valamint néhány szerb ortodox papot és másokat később meggyilkolták. Egyes források szerint április 20-án Đurišićot, Baćovićot, Vasićot és Ostojićot a Jasenovac melletti Ógradiska táborába szállították. Az usztasák 5000 másik csetnik fogoly mellett egy mezőn összegyűjtötték őket, és Drljević és követői közül 150 csetnik tisztet és nem harcoló értelmiségit választottak ki kivégzésre. Đurišić, Baćović, Vasić és Ostojić ott voltak a kiválasztottak között. Őket és a többieket az usztasák csónakokra rakták, és átvitték a Száva folyón, hogy soha többé ne láthassák őket. A jelentések szerint vagy magában a jasenovaci koncentrációs táborban, vagy a közelében lévő mocsárban ölték meg őket. Az NDH erőinek és Drljevićnek is megvoltak az okai a Đurišić vezette csetnikek elfogására. Az NDH erőit valószínűleg a szandzsáki és délkelet-boszniai muszlim lakossággal szemben elkövetett tömeges terror motiválta.

## Megjegyzés
1. ↑  Hoare július 13-át adja meg a konferencia időpontjául,[9] de Milazzo és Jelić-Butić is azt állítják, hogy július 22–23-án történt,[4][8] Tomasevich pedig megemlíti, hogy Trifunović-Birčanin július 21-én találkozott Mihailovićtyal Avtovacban.[10]

## Fordítás
- Ez a szócikk részben vagy egészben  a   Petar Baćović című angol Wikipédia-szócikk ezen változatának fordításán alapul.  Az eredeti cikk szerkesztőit annak laptörténete sorolja fel. Ez a jelzés csupán a megfogalmazás eredetét és a szerzői jogokat jelzi, nem szolgál a cikkben szereplő információk forrásmegjelöléseként.